# Billens-Hennens
Billens-Hennens ist eine politische Gemeinde im Distrikt Glâne des Kantons Freiburg in der Schweiz. Die Gemeinde entstand am 1. Januar 1998 durch Fusion der vorher selbständigen Gemeinden Billens (Freiburger Patois Belinⓘ) und Hennens (Freiburger Patois Eninⓘ).

## Geographie

Luftbild (1964)

Billens-Hennens liegt auf 738 m ü. M., 1,5 km westsüdwestlich des Bezirkshauptortes Romont. Die Gemeinde erstreckt sich leicht erhöht westlich des Tals des Glaney gegenüber von Romont, auf dem Höhenrücken zwischen dem mittleren Broyetal im Westen und dem Oberlauf der Glâne im Osten, im Freiburger Mittelland.
Die Fläche des 4,9 km² grossen Gemeindegebiets umfasst einen Abschnitt des Molasseplateaus des Freiburger Mittellandes. Die östliche Grenze verläuft entlang des Glaney, eines linken Seitenbachs der Glâne. Von hier erstreckt sich der Gemeindeboden westwärts über die leicht gewellte Landschaft bis auf die Höhen von Dailles (806 m ü. M.) und Champ Liamon (811 m ü. M.). Nach Südwesten reicht das Gebiet über den Waldrücken Haut-du-Bois in das Einzugsgebiet des Ruisseau des Vaux (rechter Seitenbach der Broye). Der höchste Punkt von Billens-Hennens wird mit 814 m ü. M. im Südwesten nahe dem Hof Montaney erreicht. Von der Gemeindefläche entfielen 1997 7 % auf Siedlungen, 13 % auf Wald und Gehölze und 80 % auf Landwirtschaft.
Billens-Hennens besteht aus den Dörfern Billens (738 m ü. M.), Hennens (763 m ü. M.) in einer Geländemulde südwestlich von Billens, dem Weiler La Bioleyre (755 m ü. M.) westlich des Glaney und mehreren Einzelhöfen. Nachbargemeinden von Billens-Hennens sind Romont und Siviriez im Kanton Freiburg sowie Lucens, Lovatens und Prévonloup im Kanton Waadt.

## Bevölkerung
Mit 908 Einwohnern (Stand 31. Dezember 2023) gehört Billens-Hennens zu den kleineren Gemeinden des Kantons Freiburg. Von den Bewohnern sind 96,5 % französischsprachig, 2,4 % deutschsprachig und 0,5 % sprechen Spanisch (Stand 2000). Die Bevölkerungszahl von Billens-Hennens belief sich 1850 auf 337 Einwohner, 1900 auf 437 Einwohner. Nach einem Höchststand um 1940 (610 Einwohner) nahm die Bevölkerung bis 1980 um rund 17 % auf 508 Personen ab. Seither wurde wieder eine deutliche Bevölkerungszunahme verzeichnet.
Einwohnerzahlen: Volkszählungsdaten

## Wirtschaft
Billens-Hennens war bis in die zweite Hälfte des 20. Jahrhunderts ein vorwiegend durch die Landwirtschaft geprägtes Dorf. Im 19. Jahrhundert gab es in Billens mehrere Mühlen und Sägereien. Noch heute haben der Ackerbau, die Viehzucht und die Milchwirtschaft einen gewissen Stellenwert in der Erwerbsstruktur der Bevölkerung. Weitere Arbeitsplätze sind im lokalen Kleingewerbe und vor allem im Dienstleistungssektor vorhanden. Billens ist Standort des Bezirksspitals des Distrikts Glâne. In den letzten Jahrzehnten hat sich das Dorf zu einer Wohngemeinde entwickelt. Viele Erwerbstätige sind deshalb Wegpendler, die in Romont oder in der Region Freiburg arbeiten.

## Verkehr
Billens liegt an der Verbindungsstrasse von Romont nach Lucens. Durch Postauto-Buskurse, die auf der Strecke von Romont nach Payerne verkehren, ist Billens an das Netz des öffentlichen Verkehrs angeschlossen. Nur 1 km vom Ortskern entfernt befindet sich der Bahnhof Romont an der Eisenbahnlinie Lausanne – Freiburg. Hennens ist von Montag bis Freitag durch einzelne Buskurse der Transports publics Fribourgeois mit dem Bahnhof Romont verbunden.

## Geschichte
Die erste urkundliche Erwähnung von Billens erfolgte 1155 unter dem Namen Bitlens. Später erschienen die Bezeichnungen Billens (1180), Billeins (1228) und Byllens (1232). Der Ortsname ist vom burgundischen Personennamen Billa abgeleitet und bedeutet mit dem Suffix -ens so viel wie bei den Leuten des Billa. Demgegenüber ist Hennens erst seit 1403 als Henens bezeugt. Zahlreiche weitere Schreibweisen sind aus der nachfolgenden Zeit überliefert: Ennens (1432), Henyn (1475), Enens (1578), Inens (1638) und Innens (1755). Dieser Ortsname geht auf den Personennamen Inno zurück.
Seit dem Mittelalter gehörte Billens dem gleichnamigen Adelsgeschlecht. Die Herren von Billens waren Vasallen des Bischofs von Lausanne, später standen sie unter der Oberhoheit des Hauses Savoyen. Bis 1239 gehörte auch Romont zur Herrschaft Billens. Im Jahr 1365 gelangte die Herrschaft durch eine Heirat an die Grafen von Greyerz. Seit Beginn des 15. Jahrhunderts gab es zahlreiche Besitzerwechsel. Hennens bildete seit seiner ersten Nennung eine eigene kleine Herrschaft, die von Savoyen abhängig war.
Als die Berner 1536 das Waadtland eroberten, kamen Billens und Hennens unter die Herrschaft von Freiburg und wurden der Vogtei Romont zugeteilt. Nach dem Zusammenbruch des Ancien Régime (1798) gehörten die Dörfer während der Helvetik und der anschliessenden Zeit zum Bezirk Romont und wurden 1848 in den Bezirk Glâne eingegliedert. Am 1. Januar 1998 fusionierten die beiden Gemeinden zur neuen politischen Gemeinde Billens-Hennens.

## Sehenswürdigkeiten
Die Pfarrkirche Saint-Maurice in Billens wurde bereits 1228 erwähnt. Sie wurde 1659 vergrössert und in den Jahren von 1827 bis 1831 umgestaltet. Nachdem die letzte Burg der Herren von Billens 1718 zerstört worden war, wurde ein neues Schloss nordöstlich des Dorfes erbaut. Dieses ging 1864 in den Besitz des Kantons Freiburg über und wurde später zum Bezirksspital ausgebaut. In Hennens befindet sich die 1653 erbaute Kapelle Saint-Bernard.